# (24711) Chamisso
(24711) Chamisso – planetoida z grupy pasa głównego asteroid okrążająca Słońce w ciągu 3 lat i 185 dni w średniej odległości 2,31 j.a. Została odkryta 6 sierpnia 1991 roku w Karl Schwarzschild Observatory w Tautenburgu przez Freimuta Börngena. Nazwa planetoidy pochodzi od Adelberta von Chamisso, niemieckiego poety i przyrodnika. Przed nadaniem nazwy planetoida nosiła oznaczenie tymczasowe (24711) 1991 PN17.